# شاه‌کولی جنوبی
شاه‌کولی جنوبی (نام علمی: Alburnus mossulensis) نام یک گونه از تیره کپورماهیان است.